# Друцкое
Друцко́е (укр. Друцьке́) — село Черниговского района Черниговской области Украины. Находится в 25 км ниже Чернигова по Десне. Население 186 человек.
Код КОАТУУ: 7425584302. Почтовый индекс: 15571. Телефонный код: +380 462.

## Власть
Орган местного самоуправления — Ладинский сельский совет. Почтовый адрес: 15570, Черниговская обл., Черниговский р-н, с. Ладинка, ул. Шевченко, 22.

## Черниговский челн
В 1960 году при обвале правого берега Десны у села Друцкое был найден челн, выдолбленный из цельного дубового ствола, длиной ок. 13,5 м (сохранилось 12,7 м). Радиоуглеродный анализ да результат 300 ± 60 лет (XVI—XVII вв.).

## Галерея

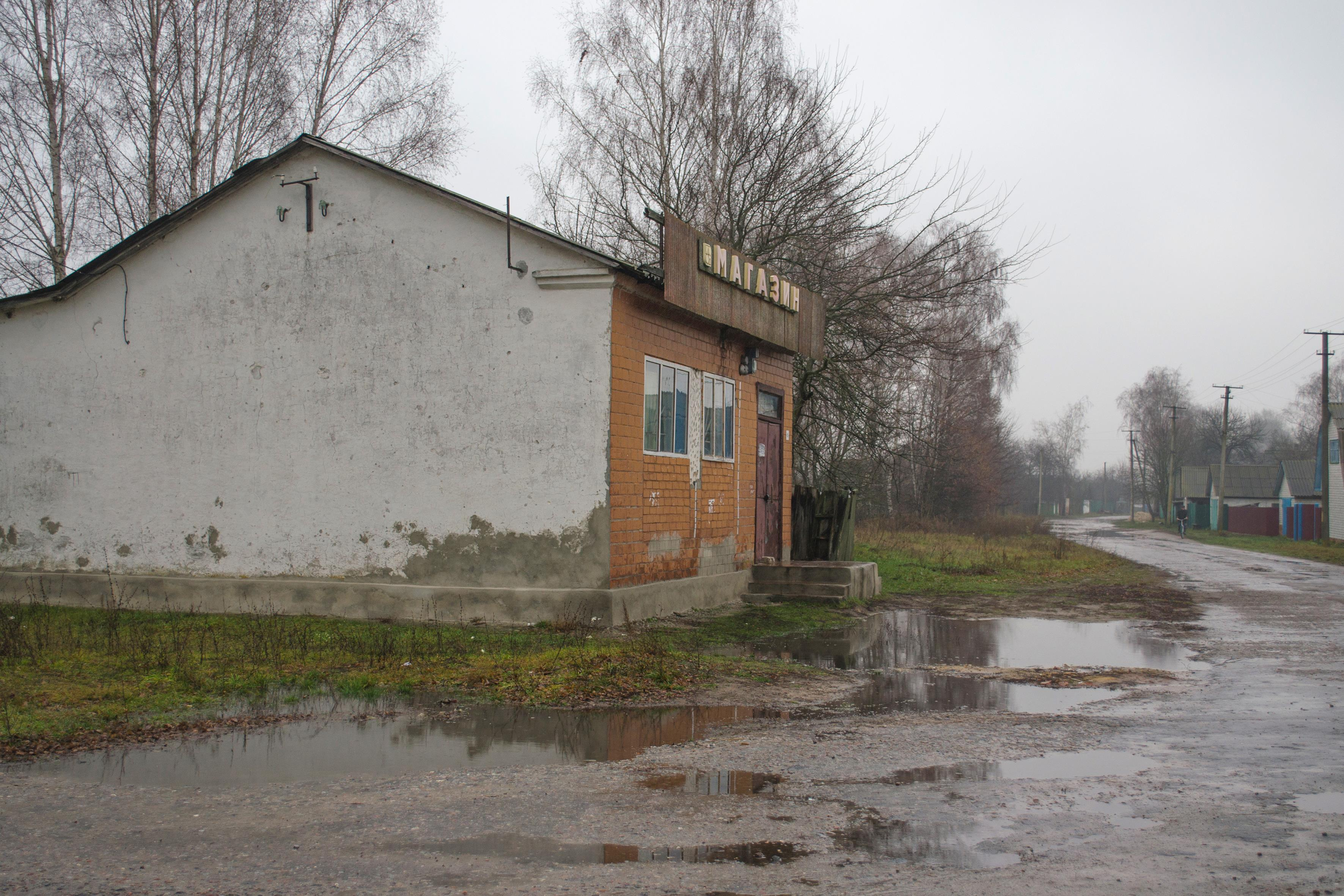
Улица с магазином
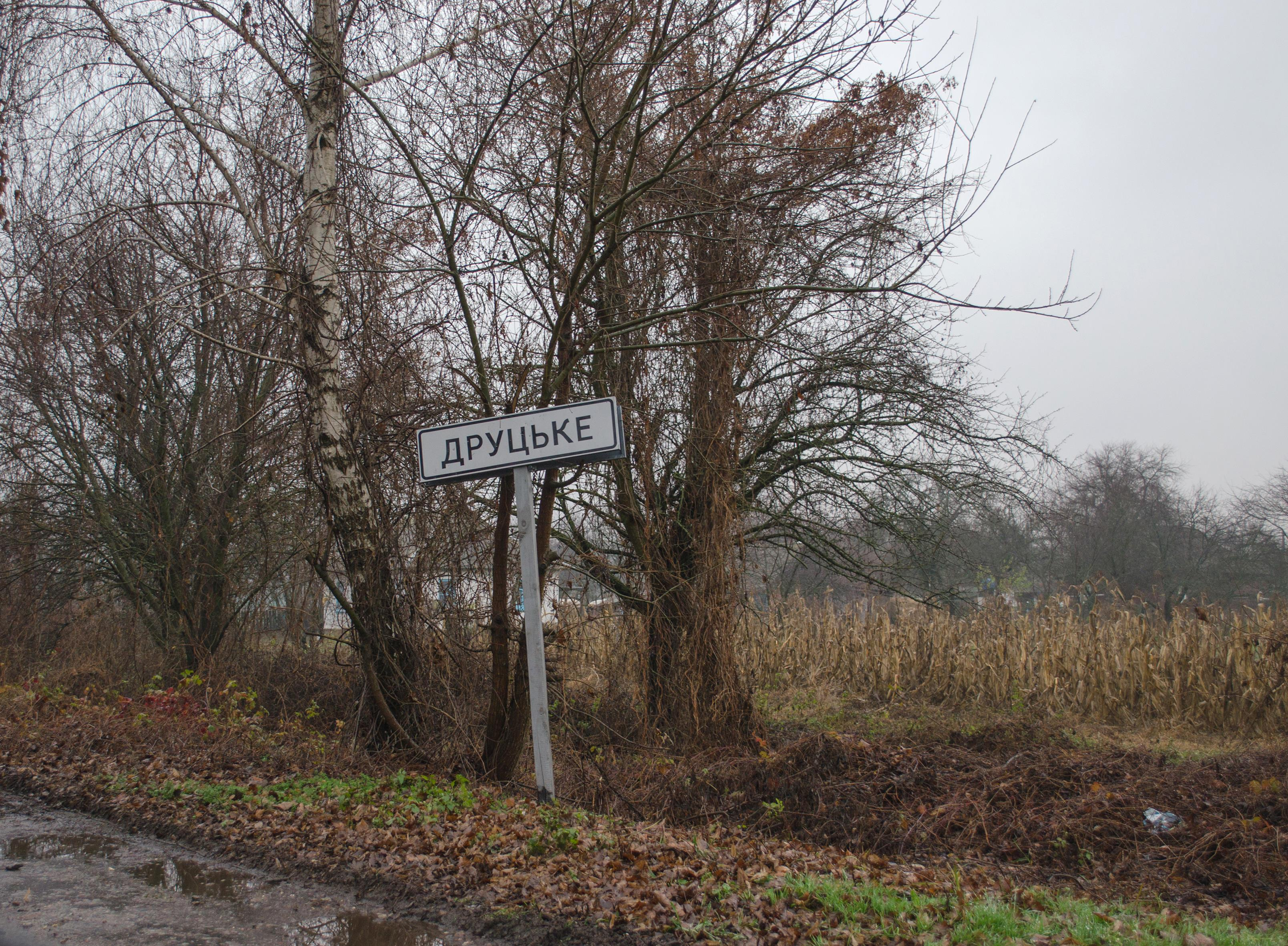
Въезд в село
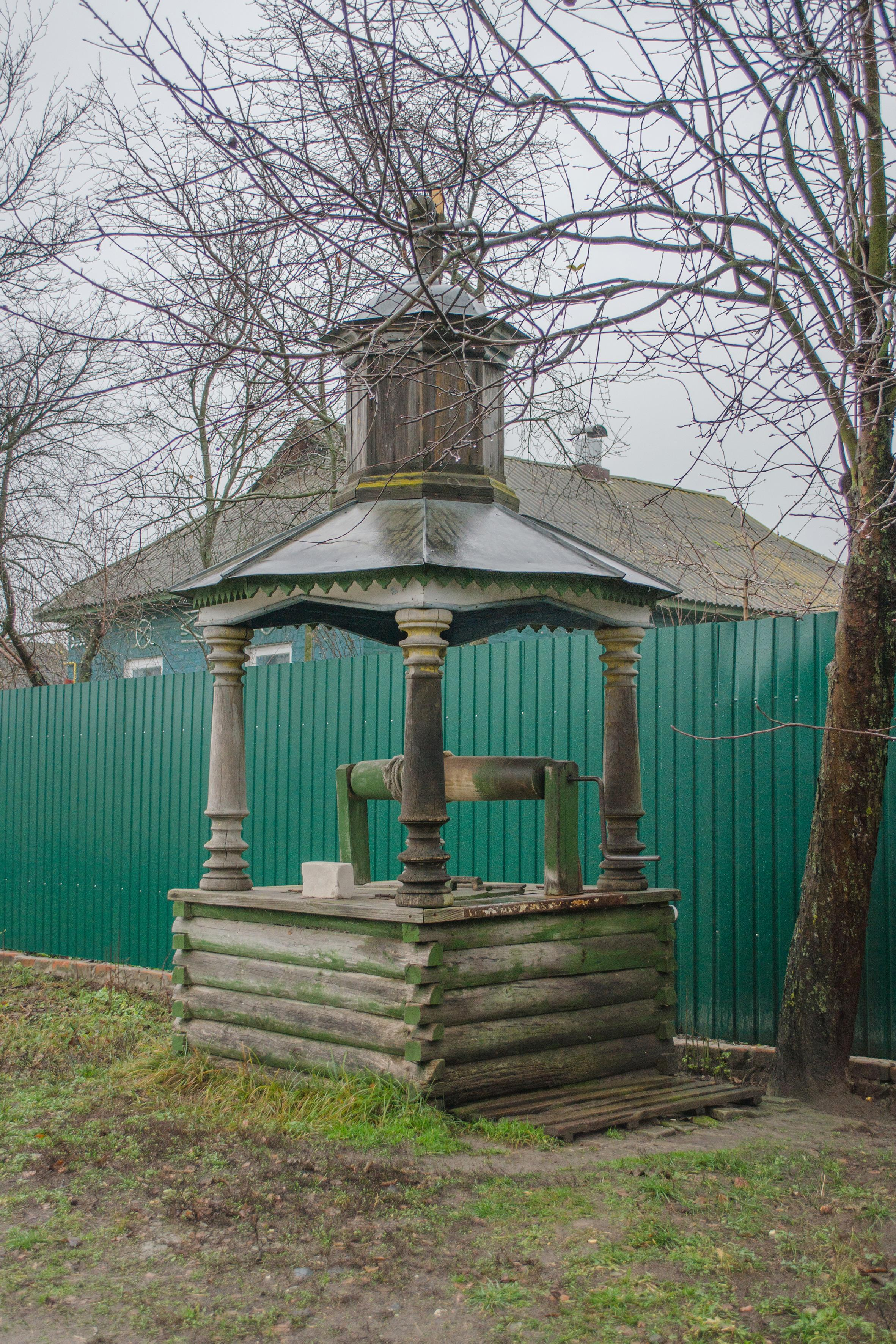
Колодец
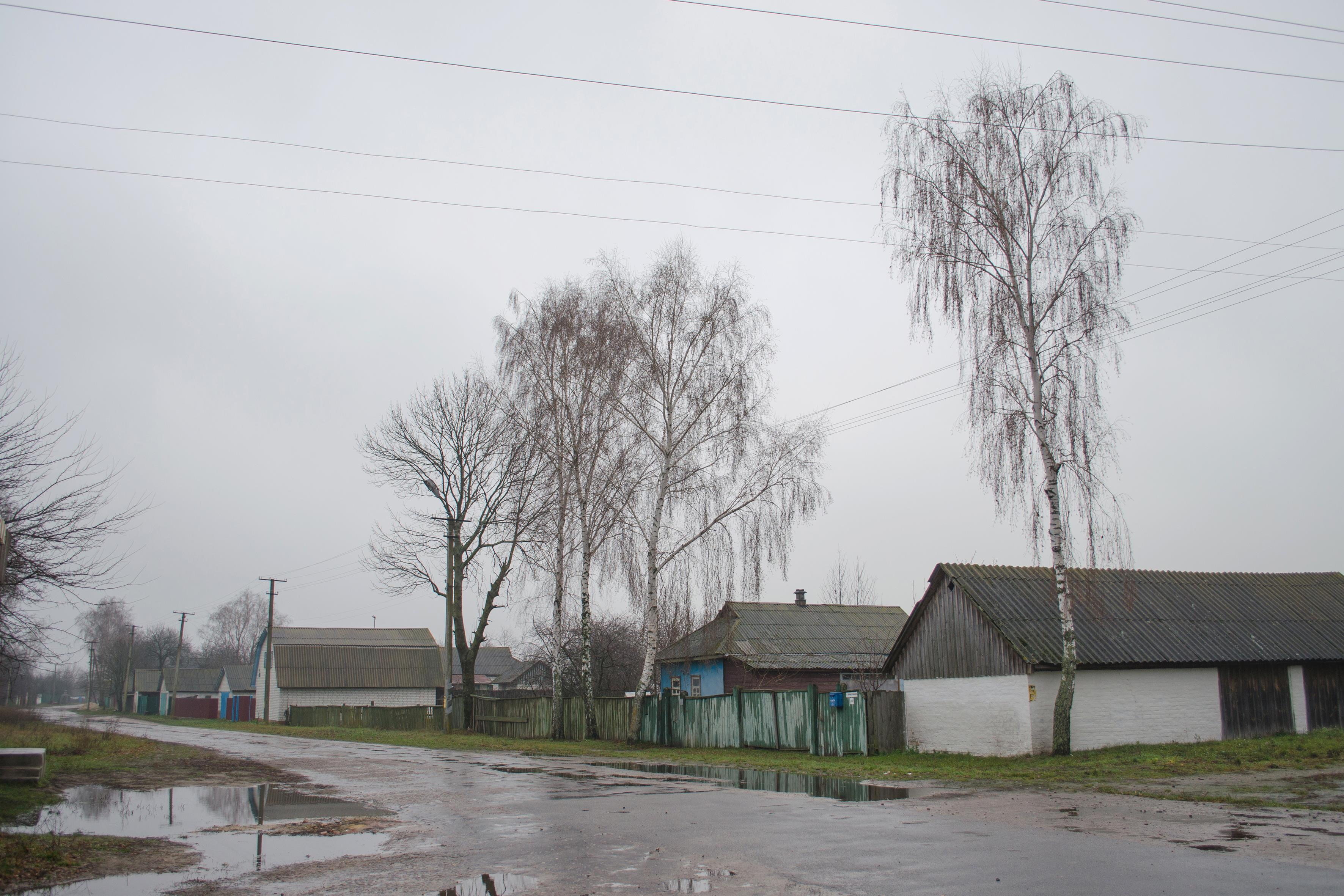
Улица
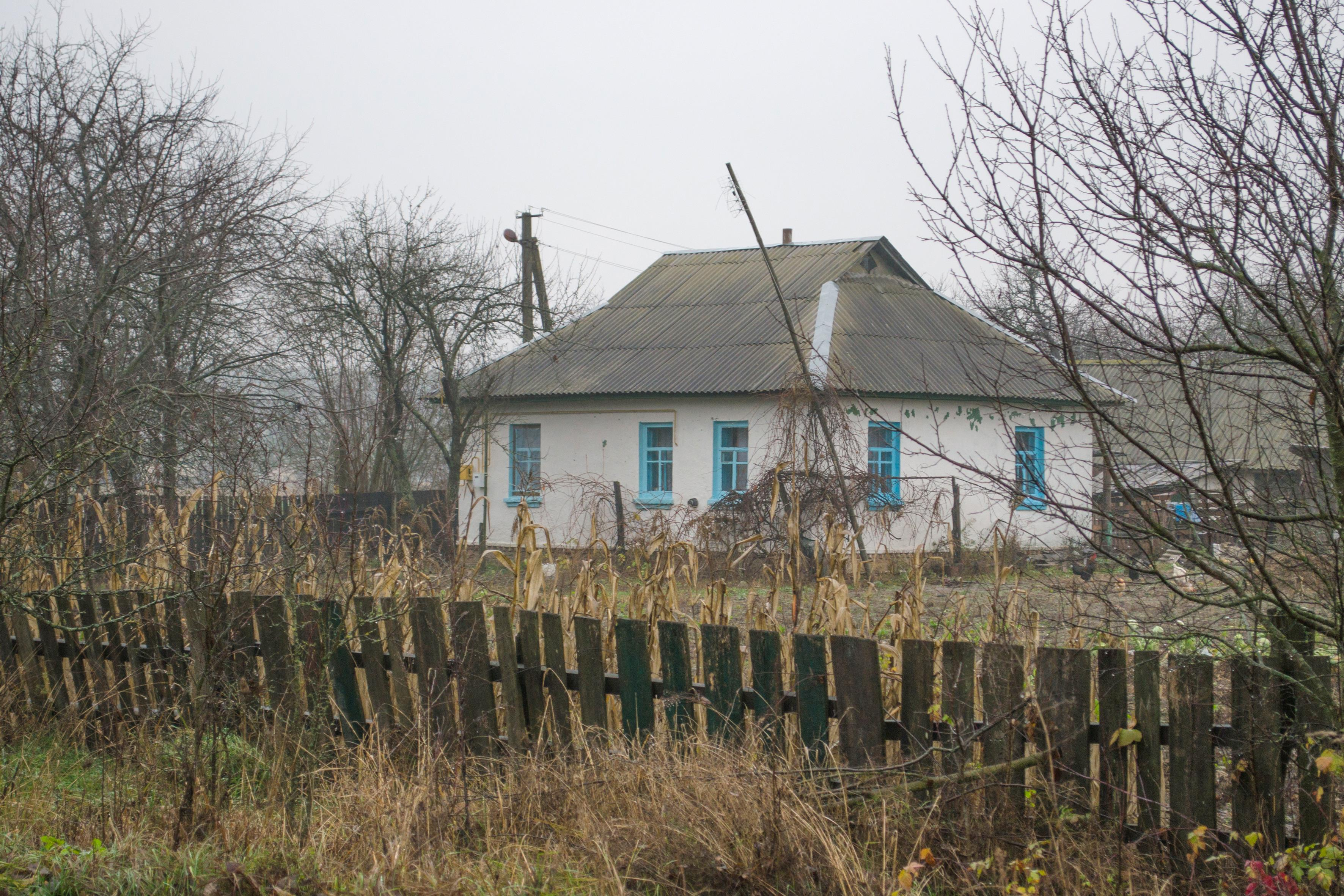
Жилой дом
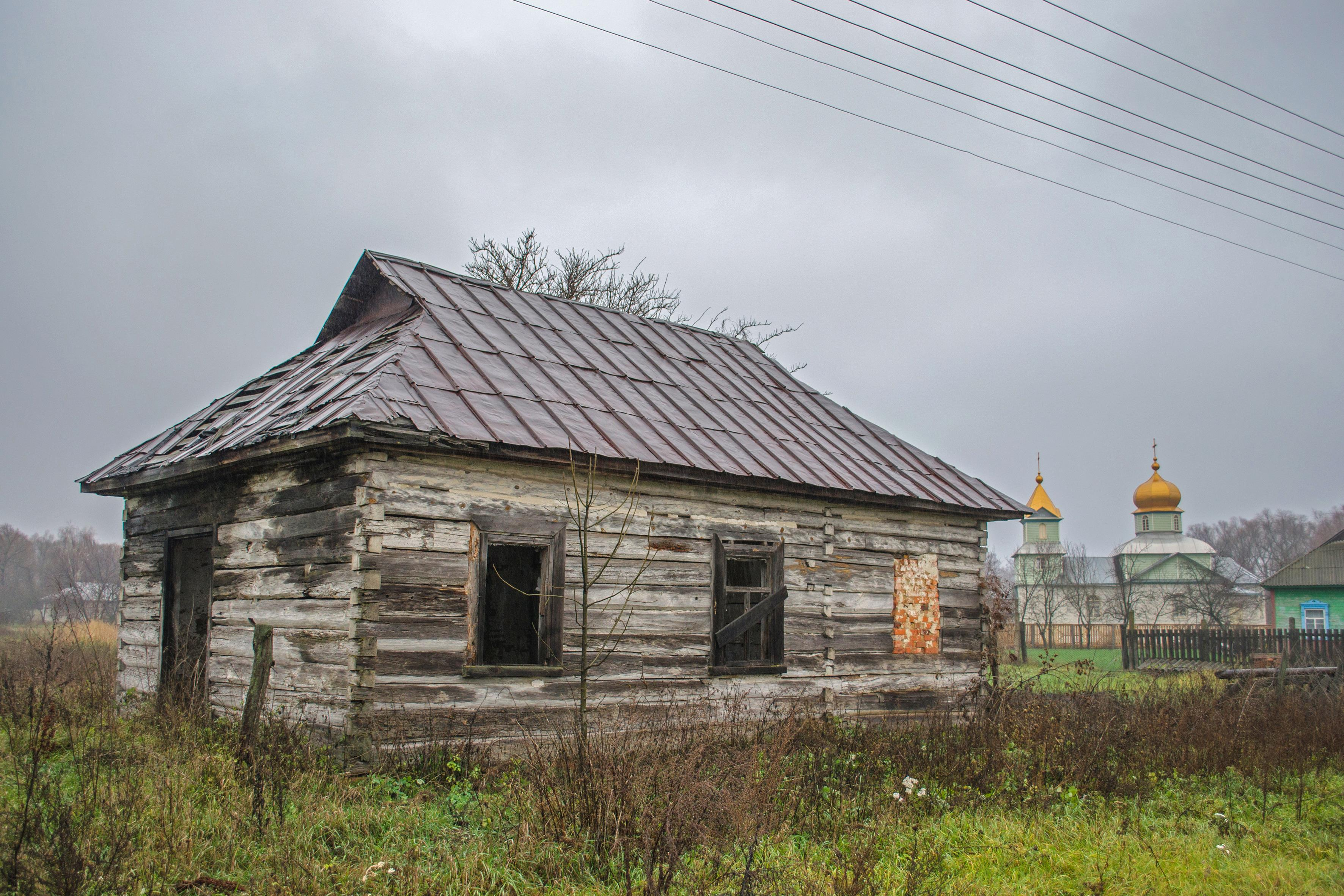
Сельские контрасты
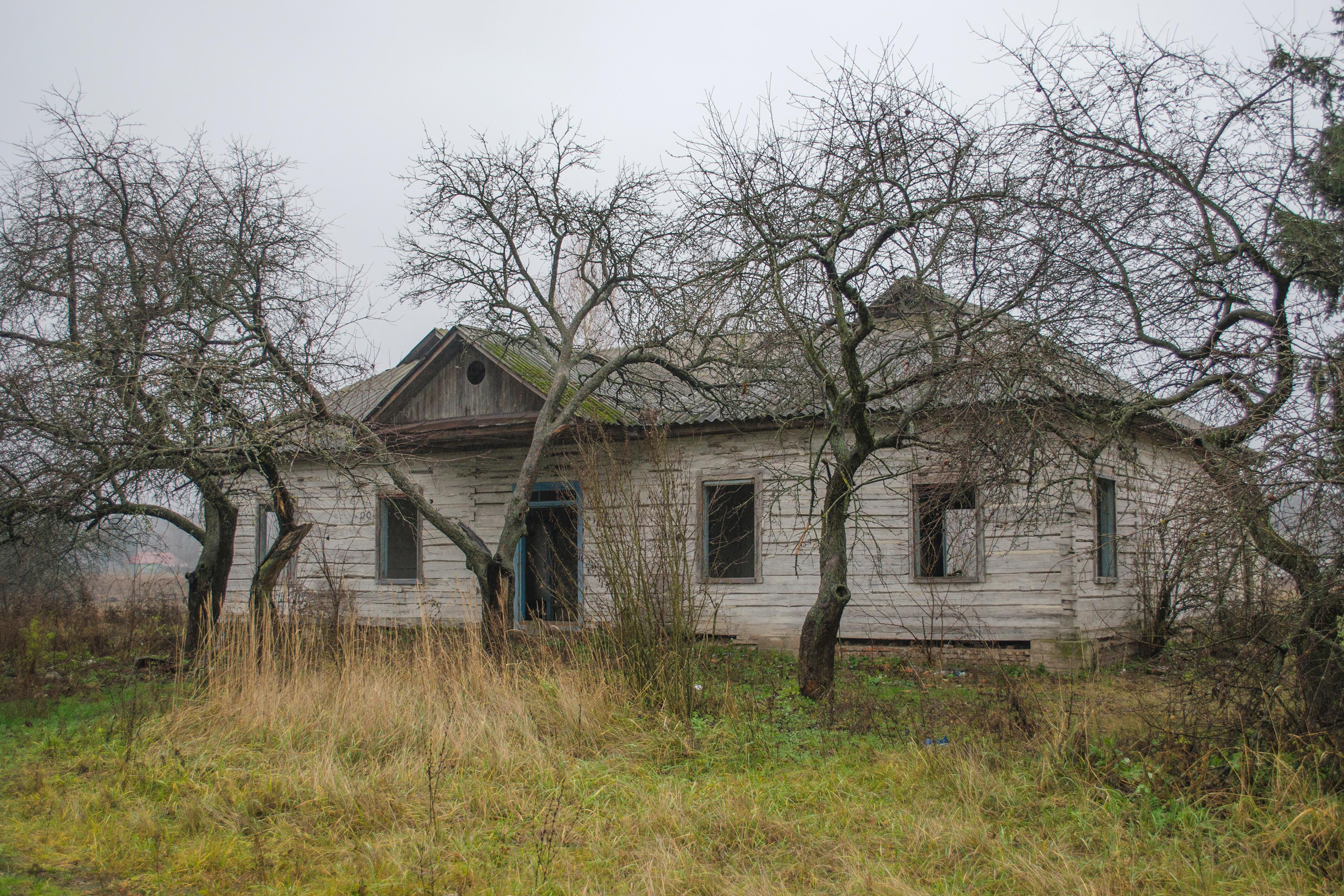
Брошенное здание
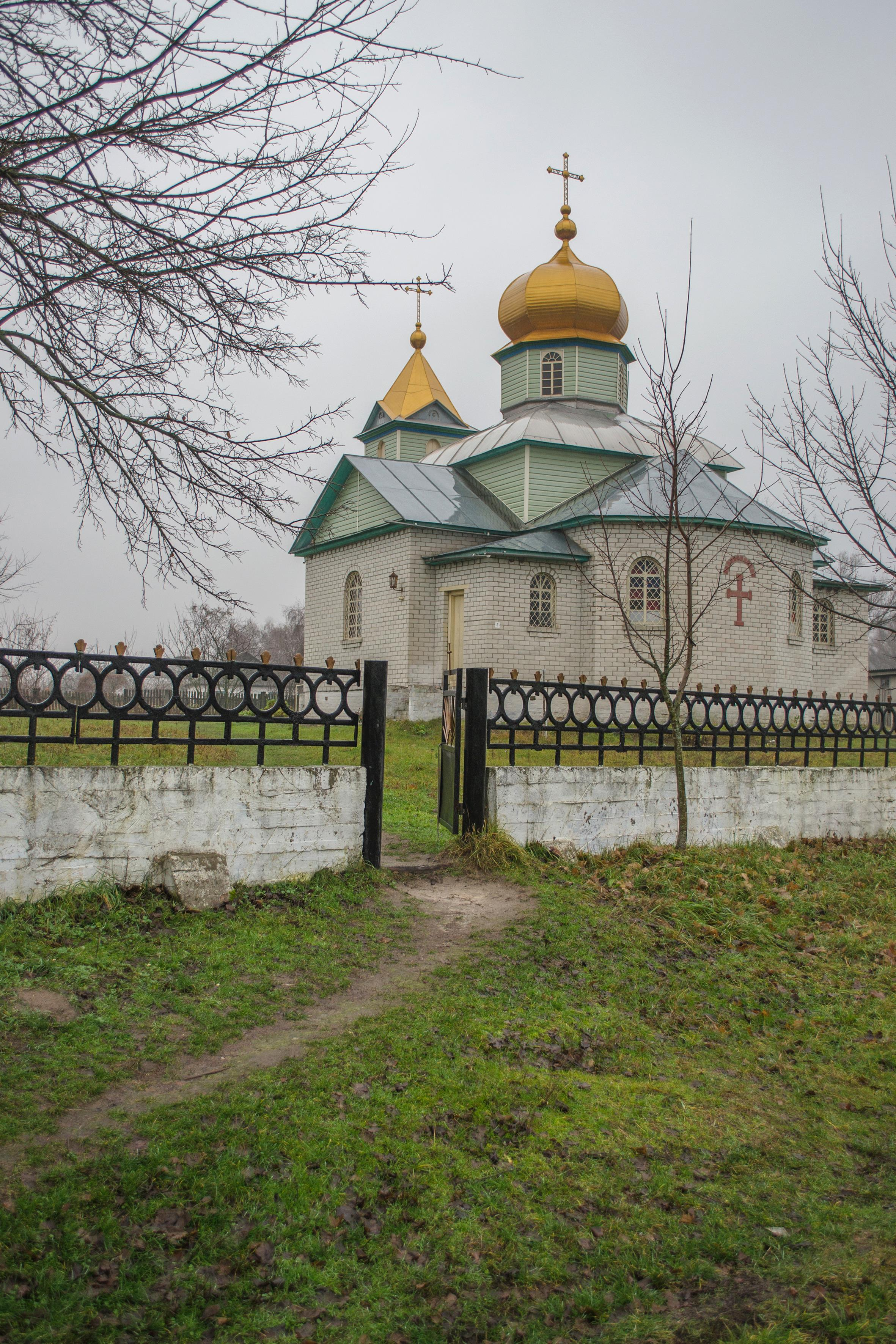
Церковь
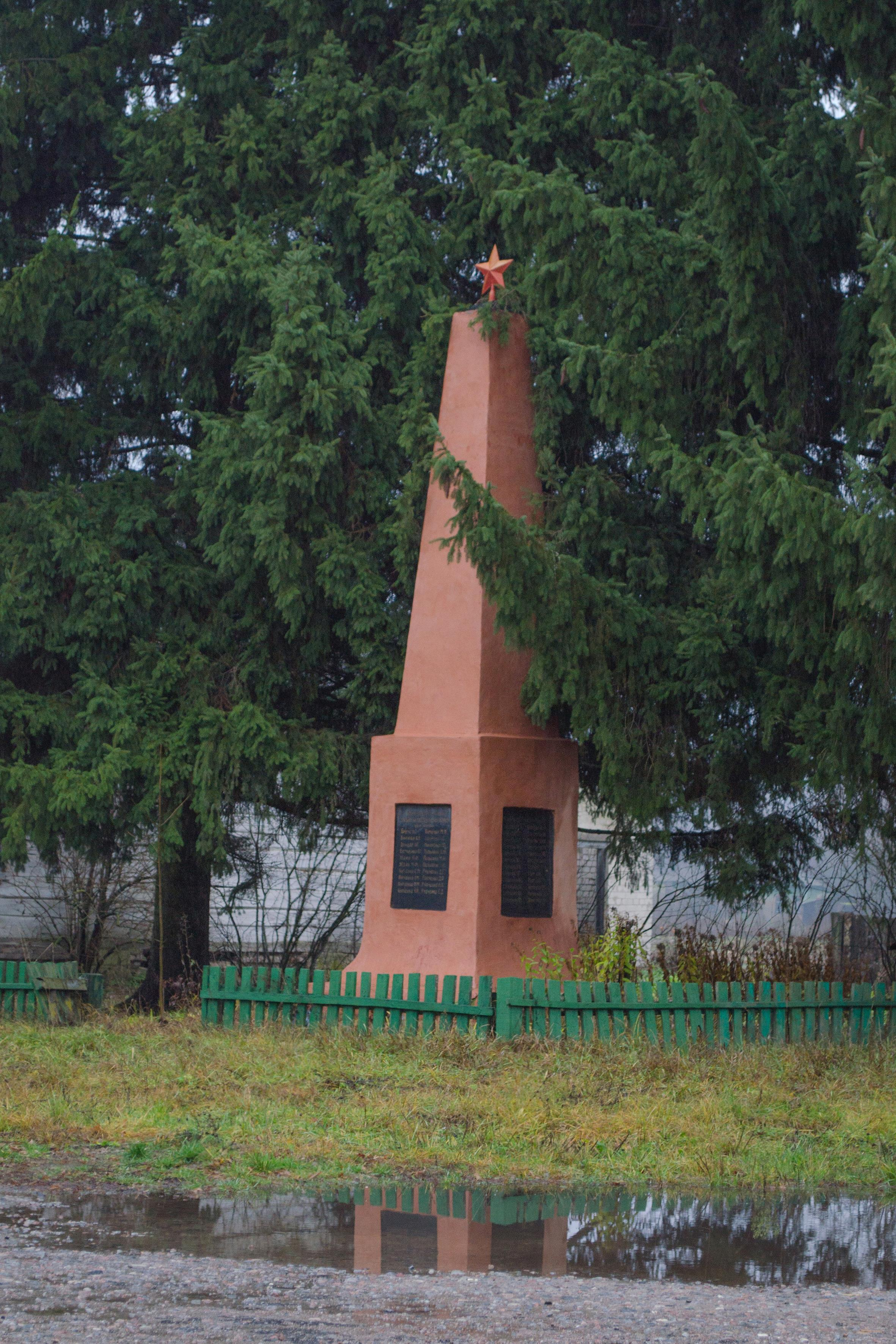
Обелиск
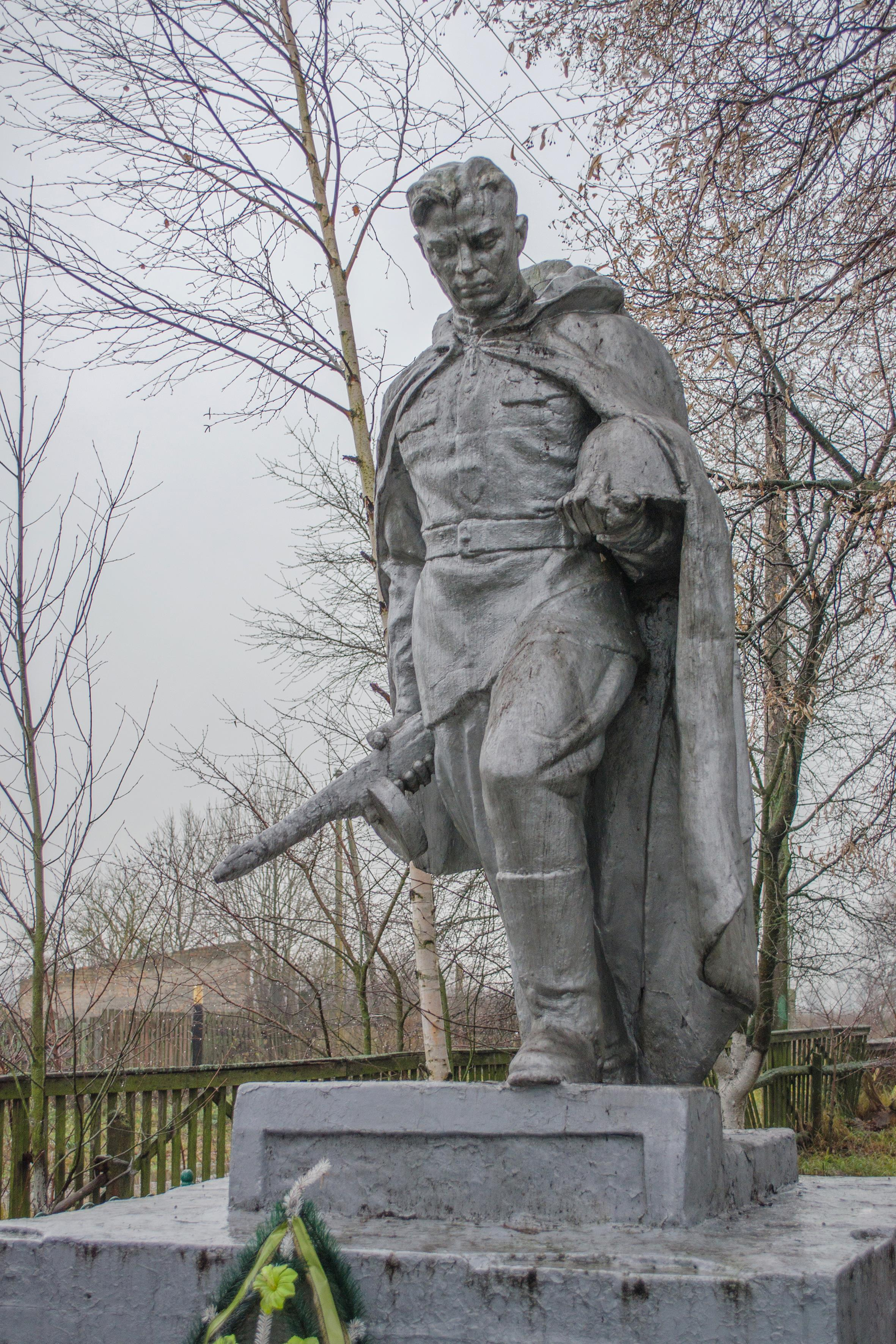
Памятник